# Марин Големинов
Марин Петров Големинов е български композитор, музикален критик, диригент, педагог и общественик, академик, носител на наградата „Готфрид фон Хердер“.

## Биография и творчество
Роден е в Кюстендил. Баща му Петър Големинов е юрист от Прилеп. Когато е на 7 години, семейството се премества в Горна Джумая (днешен Благоевград). Взема уроци по теория на музиката. През 1927 г. постъпва в Държавната музикална академия в София, където учи цигулка, камерна музика и теоретични музикални дисциплини. През 1931 – 1934 г. следва композиция в Париж („Скола Канторум“), при известния френски композитор и педагог Венсан д'Енди, и диригентство при Марсел Лабе. Взима уроци от именития композитор Пол Дюка в „Екол Нормал“. Завършва „Школа Канторум“ със златен медал.
След завръщането си в България (1934) става член на дружеството на българските композитори „Съвременна музика“. Последователно е учител по музика в Първа и Втора мъжка гимназия в София. Редовен преподавател в Музикалната академия от 1936 г., доцент от 1943 г. и професор от 1947 г. по композиция и оркестрация. През 1930 г. дава първия си авторски концерт. През 1934 г. пише „Първи струнен квартет“, първата акапелна хорова песен „Луд гидия“ по Пенчо Славейков (наградена на Славянския хоров конкурс в Белград). През 1936 г. едновременно участва като изпълнител в състава на квартет „Аврамов“, дирижира концертите на Камерния оркестър при Радио София, за който написва няколко сюити („Балкан“, „Гайдар“, „Сюита от 5 македонски народни песни“), „Втори струнен квартет“ и др.
Специализира в Мюнхен, Германия композиция при проф. Йозеф Хаас и дирижиране при д-р Кнапе (1938 – 39). Завършва (1940) танцовата драма „Нестинарка“, поставена за пръв път в Софийската народна опера през 1942 г.
През 40-те години на XX век създава значими произведения: „Симфонични вариации върху тема от Добри Христов“, поемата за бас и оркестър по текст на Асен Разцветников „Селска песен“, Трети струнен квартет „Старобългарски“, „Втори духов квинтет“, „Прелюд и токата“ за пиано и оркестър (през 1954 прибавя още една средна част „Ария“), „Прелюд за виолончело и пиано“, „Пет скици за струнен квартет“, „Концерт за виолончело и оркестър“, операта „Ивайло“ (либрето от Магда Петканова), „Шест миниатюри върху народни песни“ за струнен квартет, „Три народни песни“ за бас и оркестър, „Малка сюита“ за соло виола, „Поема за партизаните“ (симфоничен оркестър), „Пет импресии за пиано соло“, „Младежки страници“ (пиеси за пиано, хорови и солови песни).
През 60-те и 70-те години на XX век композира „Концертът за струнен квартет и струнен оркестър“ (1963), „Детска симфония“ (1963), две „На мира в света“ симфонии (1967, 1969 – 70), духово трио за обой, кларинет и фагот, „Три миниатюри“ за сопран и камерен оркестър по текст на Весна Парун, Четвърти струнен квартет – „Микроквартет“ (1967), кантатата „Отец Паисий“ (за хор, солисти и оркестър), „Природа“ (пет импресии за глас и пиано по текст на Стефан Гечев), „Концерт за цигулка и оркестър“ (1968 – 69), операта „Зографът Захарий“ (либрето на Павел Спасов), танцовата драма „Дъщерята на Калояна“ (либрето В. Консулова и П. Луканов), ораторията „Титанът“ (по текст на Божидар Божилов, посветена на 90 години от рождението на Георги Димитров), „Концерт за пиано и оркестър“ (1975), „Седми струнен квартет“ (1977), четвъртата симфония – „Шопофония“ (1977 – 78), „Квинтет за медни духови инструменти“ (1978)
През 80-те години на XX век композира „Концерт за струнен оркестър“ (1980), операта „Тракийски идоли“ (либрето Ст. Дичев), „Симфонични импресии по картини на Майстора“ (за висок глас и симфоничен оркестър, текст Георги Струмски, 1981 – 82), Диптих за флейта и оркестър (1982), Осми струнен квартет (1983).
Развива активна музикално-педагогическа дейност. Ректор на Българската държавна консерватория (1954 – 56), директор на Софийската народна опера (1965 – 67). Представител на България в „Трибуна на композитора“ при ЮНЕСКО.
През 1983 г. в Кюстендил е организирано тържествено честване по случай 75-годишния му юбилей.

## Памет
На Марин Големинов са наречени улици в кварталите „Кръстова вада“ (Карта) и „Драгалевци“ (Карта) в София.

## Награди и отличия
Носител е на Димитровска награда (1964) и на орден „Георги Димитров“ (1983).
Герой на социалистическия труд (1978), народен артист (1965), почетен гражданин на Кюстендил (1983), почетен гражданин на Стара Загора (1977), почетен гражданин на София.
Лауреат на Хердерова награда (1976). Кавалер на Ордена за изкуство и култура (Ordre des Arts et des Lettres).
Доктор хонорис кауза на Националната музикална академия (София) и на Академията за музикално и танцово изкуство (Пловдив).

## По-известни музикални произведения
Марин Големинов създава ценни произведения в различните области на музиката – симфонични, вокално-инструментални, камерни, музикално-сценични и други произведения, между които се открояват:
- „Ивайло“ – опера (1959)
- „Зографът Захарий“ – опера (1972)
- „Тракийски идоли“ – опера (1981)
- „Нестинарка“ – балет (1940)
- „Дъщерята на Калояна“ – балет (1974)
- „Златната птица“ – музикална приказка (1961)
- „Селска песен“, „Титанът“ – вокално-инструментални творби
- пет струнни квартета, концерт за виолончело и оркестър, концерт за струнен квартет и струнен оркестър, хорови песни, 2 симфонии.